# Gustingenmolen
De Gustingenmolen was een watermolen met houten onderslagrad op de Herk.
De molen was gelegen in Alken iets stroomafwaarts vanwaar de Herk vanuit Wellen Alken binnenstroomt. Hij moet gebouwd zijn voor 1775 omdat hij zichtbaar is op de Ferrariskaart. In het midden van de 19de eeuw was er, naast de korenmolen, ook een hennepbraakmolen of bookmolen om touwen te vervaardigen.
De bestendige deputatie van de provincie Limburg keurde op 5 mei 1847 de vastgestelde pegelhoogte van 1,604 meter goed. De toenmalige eigenaar was Guillaume Istaz. Het molengebouw en de molenaarswoning lagen in elkaars verlengde en waren in vakwerkbouw opgetrokken. Rond 1914 verdween de watermolen, terwijl de molenaarswoning pas rond 1950 verdween.
Dorpen: Sint-Joris · Terkoest · Alken-centrum 

Gehuchten: Blekkenberg · Buls · Hemelsveld · Hulzen · Nachtegaal · Paradijs · Plein · Rozenkrans · Stationsbuurt · Ter Linden · Waterkant · Wolfke · Zwarte Winning

Waterlopen: Herk · Mombeek · Simsebeek · Kozenbeek

Watermolens: Nieuwmolen · Herckermolen · Groenmolen · Dorpsmolen · Gustingenmolen

Stations: Station Alken · Station Hendrikstraat (voormalig)

Belgische gemeenten · Arrondissement Tongeren · Limburg · Vlaanderen